# Rune Grammofon
Rune Grammofon  es una compañía discográfica noruega funada en 1998 por Rune Kristoffersen, que originalmente fue el bajista del grupo de rock noruego: Fra Lippo Lippi.
La discográfica se enfoca en varios estilos musicales, pero principalmente en el jazz, en el experimental, electrónica, y improvisación libre, aunque también ha permitido promover algunos grupos y músicos del rock.
La principal distribuidora inicialmente de Rune Grammofon, fue la discográfica alemana: ECM Records, que solo su duración fue de 5 años de la distribución, actualmente varios distribuidores distribuyen la música de Rune Grammofon.

## Algunos artistas de la discográfica
- Alog
- Elephant9
- Food
- Fra Lippo Lippi
- Grand General
- Mats Gustafsson
- Puma
- The White Birch